# DMNS & Mosquitoes
DMNS & Mosquitoes è il primo album in studio del cantautore croato Baby Lasagna, pubblicato il 7 febbraio 2025 dalla Universal Hrvatska.

## Descrizione
L'album è composto da 14 tracce, pubblicate tra il 2023 e il 2025. La prima è stata IG Boy del 21 ottobre 2023, seguita il 19 dicembre dello stesso anno da Don't Hate Yourself, but Don't Love Yourself Too Much. All'interno dell'album è contenuto anche il brano Rim Tim Tagi Dim, che secondo le idee del cantautore non doveva farne parte ma, su esortazione di un amico, Baby Lasagna l'ha inserita in DMNS & Mosquitoes e portata in gara a Dora 2024. Il singolo vince il concorso, ottenendo così la partecipazione all'Eurovision Song Contest 2024 di Malmö, dove si classifica secondo.
Altri brani dell'album, come And I e Biggie Boom Boom, vengono pubblicati nell'estate del 2024, mentre in un concerto a Umago Baby Lasagna presenta alcuni nuovi singoli dell'album.

## Accoglienza
L'album di Baby Lasagna ha ricevuto recensioni generalmente positive. Marinko Krmpotić di Novi list, per esempio, l'ha definito «ballabile, giocoso, ritmico, melodioso, festoso, ma con un significato e dei messaggi». Il giornalista e critico musicale Igor Jurilj, invece, l'ha valutato con in punteggio di 4.5/5, mentre Maja Trstenjak di Glazba.hr ha anch'essa elogiato l'album, affermando che Baby Lasagna «non solo soddisfa le aspettative, ma getta anche solide basi per la sua futura carriera».

## Tracce
1. Hypocritical – 1:22
2. IG Boy – 3:00
3. Good Boy Lasagna – 3:02
4. Stress – 3:01
5. And I – 2:51
6. Less than Great – 3:06
7. Don't Hate Yourself, but Don't Love Yourself Too Much – 3:06
8. Again – 2:21
9. Baila – 2:15
10. Rim Tim Tagi Dim – 2:59
11. Catch Me If You Can – 3:28
12. Biggie Boom Boom – 2:36
13. Dopamine – 1:38
14. Demons & Mosquitoes – 2:56

## Classifiche
| Classifica (2025) | Posizione massima |
| ----------------- | ----------------- |
| Croazia           | 1                 |